# Anumeta denotata
Anumeta denotata là một loài bướm đêm trong họ Erebidae.